# Liste der Hospize in Vorarlberg
Die Liste der Hospize in Vorarlberg ist alphabetisch nach Gemeinde sortiert. Sie umfasst alle stationären Hospize, Palliativstationen und Heime mit Hospizkultur im österreichischen Bundesland Vorarlberg. Der Landesverband Hospiz Vorarlberg ist die Koordinations- und Anlaufstelle für alle Fragen zum Thema Hospiz und Palliative Care in Vorarlberg.

## Liste
| Name                                           | Gemeinde           | Adresse Geokoordinaten      | Träger                                        | Typ                   | Foto                                           |
| ---------------------------------------------- | ------------------ | --------------------------- | --------------------------------------------- | --------------------- | ---------------------------------------------- |
| Sozialzentrum Alberschwende                    | Alberschwende      | Hof 23                      | Benevit                                       | Heim mit Hospizkultur | Sozialzentrum Alberschwende                    |
| Sozialzentrum Altach                           | Altach             | Achstraße 8                 | Sozialzentrum Altach gGmbH                    | Heim mit Hospizkultur |                                                |
| Sozialzentrum St. Josef                        | Au                 | Jaghausen 6                 | Gemeindeverband Krankenhaus und Altersheim Au | Heim mit Hospizkultur |                                                |
| Hospiz Vorarlberg                              | Bregenz            | Mehrerauerstraße 72         | Caritas der Diözese Feldkirch                 | Stationäres Hospiz    | Hospiz Vorarlberg                              |
| Sozialzentrum Bregenz-Weidach                  | Bregenz            | Landstraße 3                | Benevit                                       | Heim mit Hospizkultur | Sozialzentrum Weidach                          |
| Sozialzentrum Bürs                             | Bürs               | Judavollastraße 3a          | Gemeinde Bürs                                 | Heim mit Hospizkultur |                                                |
| Pflegeheim Birkenwiese                         | Dornbirn           | Birkenwiese 56              | Pflegeheime der Stadt Dornbirn                | Heim mit Hospizkultur |                                                |
| Pflegeheim Höchsterstraße                      | Dornbirn           | Höchsterstraße 30a          | Pflegeheime der Stadt Dornbirn                | Heim mit Hospizkultur | Pflegeheim Höchsterstraße                      |
| SeneCura Parkresidenz Dornbirn                 | Dornbirn           | Eisengasse 10               | SeneCura                                      | Heim mit Hospizkultur |                                                |
| Sozialzentrum Egg                              | Egg                | Pfister 518                 | Sozialzentrum Egg gGmbH                       | Heim mit Hospizkultur | Sozialzentrum Egg                              |
| Haus Nofels                                    | Feldkirch          | Magdalenastraße 9           | Senioren-Betreuung Feldkirch                  | Heim mit Hospizkultur |                                                |
| Sozialzentrum Frastanz                         | Frastanz           | Schmittengasse 10           | Sozialzentrum Frastanz Betriebs GesmbH        | Heim mit Hospizkultur |                                                |
| Haus der Generationen                          | Götzis             | Schulgasse 5–7              | Sozialdienste Götzis gGmbH                    | Heim mit Hospizkultur |                                                |
| SeneCura Sozialzentrum Hard – Haus am See      | Hard               | Seestraße 37                | SeneCura                                      | Heim mit Hospizkultur |                                                |
| Pflegeheim Hittisau                            | Hittisau           | Platz 500                   | Benevit                                       | Heim mit Hospizkultur |                                                |
| Pflegeheim Höchst/Fußach                       | Höchst             | Franz-Reiter-Straße 8       | Benevit                                       | Heim mit Hospizkultur |                                                |
| Sozialzentrum Josefsheim                       | Hörbranz           | Heribrandstraße 14          | Sozialzentrum Josefsheim Betriebs-GmbH        | Heim mit Hospizkultur |                                                |
| Palliativstation im Landeskrankenhaus Hohenems | Hohenems           | Bahnhofstraße 31            | Vorarlberger Krankenhaus-Betriebsgesellschaft | Palliativstation      | Palliativstation im Landeskrankenhaus Hohenems |
| SeneCura Sozialzentrum Herrenried              | Hohenems           | Markus-Sittikus-Straße 15   | SeneCura                                      | Heim mit Hospizkultur |                                                |
| SeneCura Sozialzentrum Hohenems                | Hohenems           | Angelika-Kauffmann-Straße 6 | SeneCura                                      | Heim mit Hospizkultur |                                                |
| Haus Klostertal                                | Innerbraz          | Arlbergstraße 59            | Benevit                                       | Heim mit Hospizkultur | Haus Klostertal                                |
| Abt-Pfanner-Haus                               | Langen bei Bregenz | Dorf 6                      | Benevit                                       | Heim mit Hospizkultur |                                                |
| SeneCura Sozialzentrum Lauterach               | Lauterach          | Hofsteigstraße 2b           | SeneCura                                      | Heim mit Hospizkultur |                                                |
| Jesuheim                                       | Lochau             | Pfänderstraße 20            | Barmherzige Schwestern Zams                   | Heim mit Hospizkultur | Jesuheim                                       |
| Pflegeheim IAP an der Lutz                     | Ludesch            | Kirchstraße 10              | Benevit                                       | Heim mit Hospizkultur |                                                |
| Seniorenhaus Hasenfeld                         | Lustenau           | Pestalozziweg 5             | Sozialdienste Lustenau gGmbH                  | Heim mit Hospizkultur |                                                |
| Seniorenhaus Schützengarten                    | Lustenau           | Schützengartenstraße 8      | Sozialdienste Lustenau gGmbH                  | Heim mit Hospizkultur |                                                |
| Pflegeheim Nenzing                             | Nenzing            | Bahnhofstraße 25            | Senioren-Betreuung Nenzing gGmbH              | Heim mit Hospizkultur |                                                |
| Sozialzentrum Satteins-Jagdberg                | Satteins           | Oberdorf 15                 | Sozialzentrum Satteins-Jagdberg gGmbH         | Heim mit Hospizkultur |                                                |
| Pflegeheim St. Josef                           | Schruns            | Außerlitzstraße 71          | Liebenau Österreich gGmbH                     | Heim mit Hospizkultur |                                                |
| Seniorenheim Wolfurt                           | Wolfurt            | Gartenstraße 1              | Sozialdienste Wolfurt gGmbH                   | Heim mit Hospizkultur |                                                |